# On Stage (EP)
“On Stage”는 잉글랜드의 싱어송라이터 케이트 부시의 첫 번째 익스텐디드 플레이(EP)로 1979년 8월 31일 EMI 레코드를 통해 발매되었다. 부시가 첫 투어를 하면서 부른 곡 중 네 곡을 수록한 것으로 ‘Them Heavy People’을 리드 트랙으로 하여 영국 싱글 차트에서 10위에 진입하였다.

## 배경
“On Stage”는 1979년 5월 13일 해머스미스 오데온에서 녹음한 것이다. 이는 부틀렉을 제외하고 부시의 첫 공식 라이브 버전 노래가 발매된 것이다. 또한 1994년 60분짜리 콘서트의 오디오 CD가 발매되기 전까지는 유일한 라이브 음반이기도 하였다.
음반은 많은 국가에서 12인치 바이닐과 카세트르 발매되었다. 영국 EMI에서는 처음에 카드보드 게이트폴드 슬리브에 포장된 2개의 7인치 바이닐로 발매하기로 선택하였지만, 얼마 가지 않아 45rpm이 아닌 33rpm의 속도로 하나의 7인치 바이닐에 압축한 단일 디스크 버전으로 교체됐다. 해당 싱글은 게이트폴드 슬리브에 포장됐다.
‘Them Heavy People’의 홍보 동영상도 제작됐는데, 라이브 쇼에 나온 두 명의 댄서와 함께 검은 배경에 있는 부시가 있는 영상이다. 영국 싱글 차트에서 10위를 달성하며 부시의 세 번째 10위권 싱글이 되었다. 네 곡 중 ‘Them Heavy People’과 ‘James and the Cold Gun’, ‘L'Amour Looks Something Like You’는 1집 “The Kick Inside”의 수록곡이며, ‘Don't Push Your Foot on the Heartbrake’는 2집 “Lionheart”에 수록되어 있다.

## 차트
| 차트 (1979)          | 최고 순위 |
| -------------------- | --------- |
| 네덜란드 싱글 톱 100 | 17        |
| 아이리시 싱글 차트   | 15        |
| 영국 싱글 차트       | 10        |

## 곡 목록
전체 작사·작곡: 케이트 부시
| #  | 제목                                       | 재생 시간 |
| -- | ------------------------------------------ | --------- |
| 1. | 〈Them Heavy People〉                      | 4:08      |
| 2. | 〈Don't Push Your Foot on the Heartbrake〉 | 3:37      |

| #  | 제목                                 | 재생 시간 |
| -- | ------------------------------------ | --------- |
| 3. | 〈James and the Cold Gun〉           | 6:25      |
| 4. | 〈L'Amour Looks Something Like You〉 | 2:41      |